# 泰拜特區

33°05′N 6°23′E / 33.083°N 6.383°E
泰拜特區（阿拉伯语：‎），是阿爾及利亞的行政區，位於該國東部，由瓦爾格拉省負責管轄，首府設於泰拜特，面積15,554平方公里，2008年人口44,683，人口密度每平方公里3人。